# Hibiki Taira
Hibiki Taira (平良響, Taira Hibiki, Okinawa, 11 juni 2000) is een Japans autocoureur. In 2020 won hij de titel in het Japans Formule 4-kampioenschap.

## Carrière

### Karting
Taira begon zijn autosportcarrière in het karting in 2009. In 2010 werd hij kampioen van de prefectuur Okinawa. Tot dit kampioenschap in 2014 werd opgedoekt, bleef hij hier actief. Ook nam hij ieder jaar deel aan de Japanse Rotax Max Challenge, met een achtste plaats als beste resultaat. In 2015 maakte hij zijn internationale kartdebuut in de Rotax Max Grand Finals op het Autódromo Internacional do Algarve, waarin hij in de finale na een ongeluk niet aan de finish kwam. Hij beëindigde zijn kartcarrière in 2018 na twee jaar aan het nationale kampioenschap te hebben deelgenomen.

### Formule 4
In 2018 maakte Taira zijn debuut in het formuleracing in het Zuidoost-Aziatisch Formule 4-kampioenschap tijdens de laatste twee raceweekenden op het Sepang International Circuit op uitnodiging van de organisatie. In deze periode eindigde hij driemaal op het podium, waardoor hij met 127 punten zesde in de eindstand werd.
In 2019 reed Taira zijn eerste volledige Formule 4-seizoen in het Japans Formule 4-kampioenschap bij het team TOM'S Spirit. Hij behaalde een podiumplaats op het Sportsland SUGO en werd met 101 punten zevende in het klassement.
In 2020 bleef Taira actief in de Japanse Formule 4, waarin hij overstapte naar het team TGR-DC Racing School. Tevens werd hij opgenomen in het opleidingsprogramma van Toyota. Hij kende een sterk seizoen met tien zeges en twee andere podiumplaatsen uit twaalf races, waardoor hij met 270,5 punten overtuigend gekroond werd tot kampioen in de klasse.

### Super Formula Lights
In 2021 maakte Taira de overstap naar de Super Formula Lights, waarin hij terugkeerde naar het team TOM'S. Gedurende het seizoen behaalde hij vier podiumplaatsen; drie op Sugo en een op de Suzuka International Racing Course. Met 41,5 punten werd hij vijfde in het kampioenschap.
In 2022 bleef Taira actief in de Super Formula Lights bij TOM'S. Hij behaalde zijn eerste zege in het eerste raceweekend op de Fuji Speedway en voegde hier op de Twin Ring Motegi een tweede overwinning aan toe. Daarnaast stond hij nog vier keer op het podium. Met 62 punten werd hij opnieuw vijfde in het kampioenschap.
In 2023 reed Taira een derde seizoen bij TOM's in de Super Formula Lights. Hij won drie races: twee op Sugo en een op Suzuka. In acht andere races behaalde hij het podium. Hij stond lange tijd aan de leiding van de tussenstand, maar werd in het laatste raceweekend op Motegi ingehaald door de uiteindelijke kampioen Iori Kimura. Met 102 punten werd hij uiteindelijk tweede.

### Super GT
In 2021 maakte Taira, naast zijn Super Formula Lights-activiteiten, ook zijn debuut in de GT300-klasse van de Super GT. Hij reed drie races voor K-Tunes Racing als teamgenoot van Morio Nitta en vervanger van Sena Sakaguchi. Hij behaalde zijn enige top 10-finish met een zesde plaats in de seizoensopener op het Okayama International Circuit. In 2022 trad hij opnieuw op als vervangende coureur ditmaal bij het team apr in de plaats van Hiroaki Nagai en als teamgenoot van Manabu Orido tijdens drie races. Hij behaalde dit jaar een podiumplaats op Suzuka.
In 2023 reed Taira zijn eerste volledige seizoen in de GT300-klasse van de Super GT voor het team muta Racing Inging als teamgenoot van Yuui Tsutsumi en als vervanger van Hiroki Katoh, nadat deze zich terugtrok als fulltime coureur en zich ging richten op zijn functie als teambaas. Hij behaalde drie podiumplaatsen op Fuji, Suzuka en Autopolis. Hoewel hij geen races won, werd hij met 53 punten tweede in de eindstand, achter het duo Hiroki Yoshida en Kohta Kawaai.
In 2024 bleef Taira actief voor muta Racing als teamgenoot van Tsutsumi. In de seizoensopener op Okayama behaalde hij zijn eerste zege in de klasse.

### Super Formula
In 2024 maakte Tairi zijn Super Formula-debuut in de derde race op Sugo bij het team Itochu Enex Team Impul als vervanger van Ben Barnicoat, waarin hij zeventiende werd.